# Mondonville-Saint-Jean
Mondonville-Saint-Jean är en kommun i departementet Eure-et-Loir i regionen Centre-Val de Loire strax norr om centrala Frankrike. Kommunen ligger i kantonen Auneau som tillhör arrondissementet Chartres. År 2022 hade Mondonville-Saint-Jean 93 invånare.

## Befolkningsutveckling
Antalet invånare i kommunen Mondonville-Saint-Jean
Referens:INSEE